# Chapelle Saint-Valery de Pinchefalise
La chapelle Saint-Valery est située dans le hameau de Pinchefalise sur le territoire de la commune de Boismont, dans le département de la Somme, non loin de la Baie de Somme.

## Historique
La veuve de l'ancien maire de Boismont, Madame Delegorgue, légua à la commune, un terrain et une somme d’argent afin de financer la construction d'une chapelle dédiée à saint Valéry. Au cours de l’un de ses voyages, Victor Hugo remarqua cette chapelle.

## Caractéristiques
La chapelle construite en brique est d'une grande simplicité architecturale. L'intérieur très sobre conserve plusieurs objets protégés en tant que monuments historiques dont :
- un confessionnal de 1860 ;
- un plaque commémorative représentant saint Hubert en calcaire et fer martelé conçu par Gérard Ansart (1926).

L'intérieur
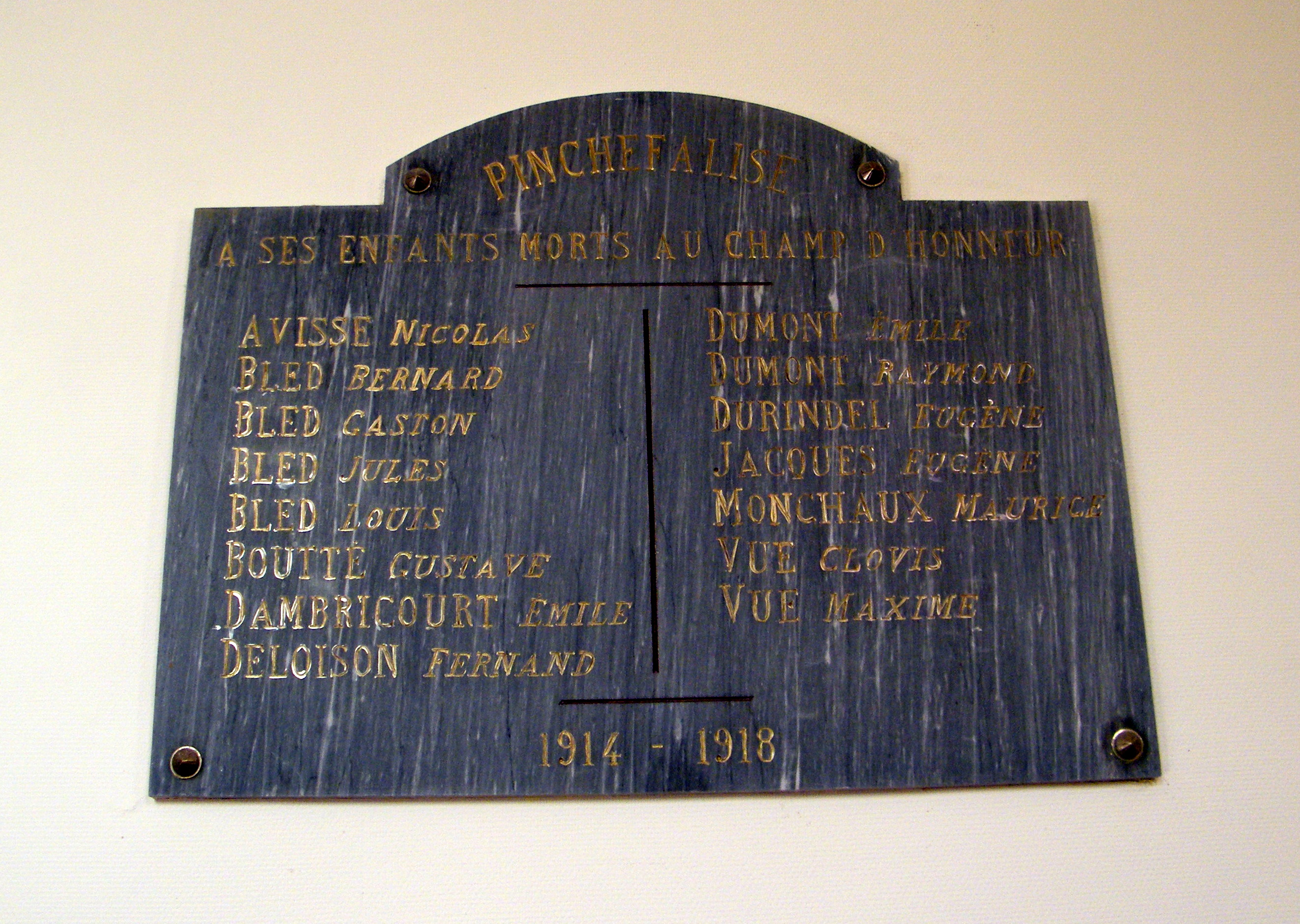
Les morts pour la patrie en 1914-1918.
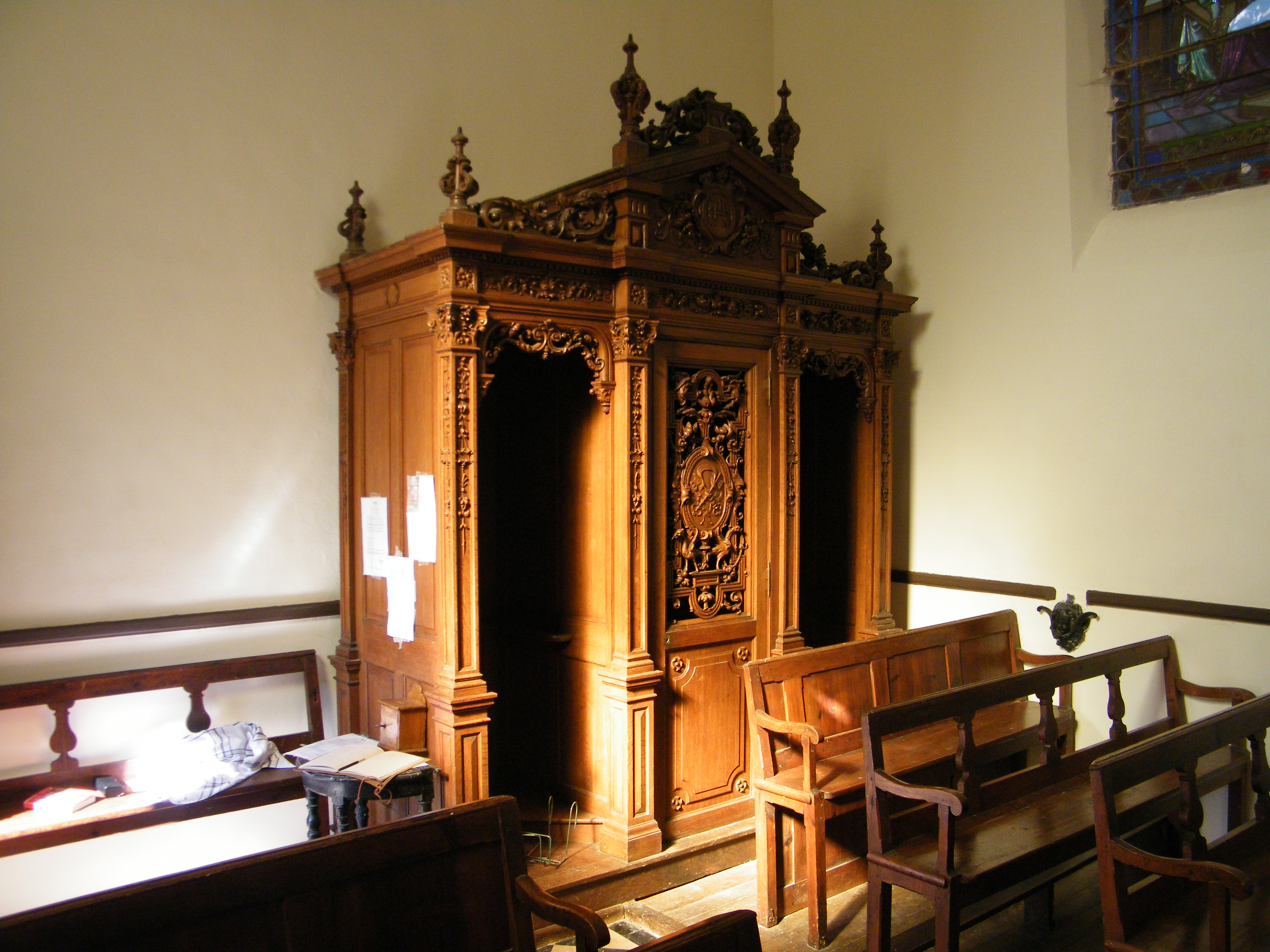
Confessionnal.
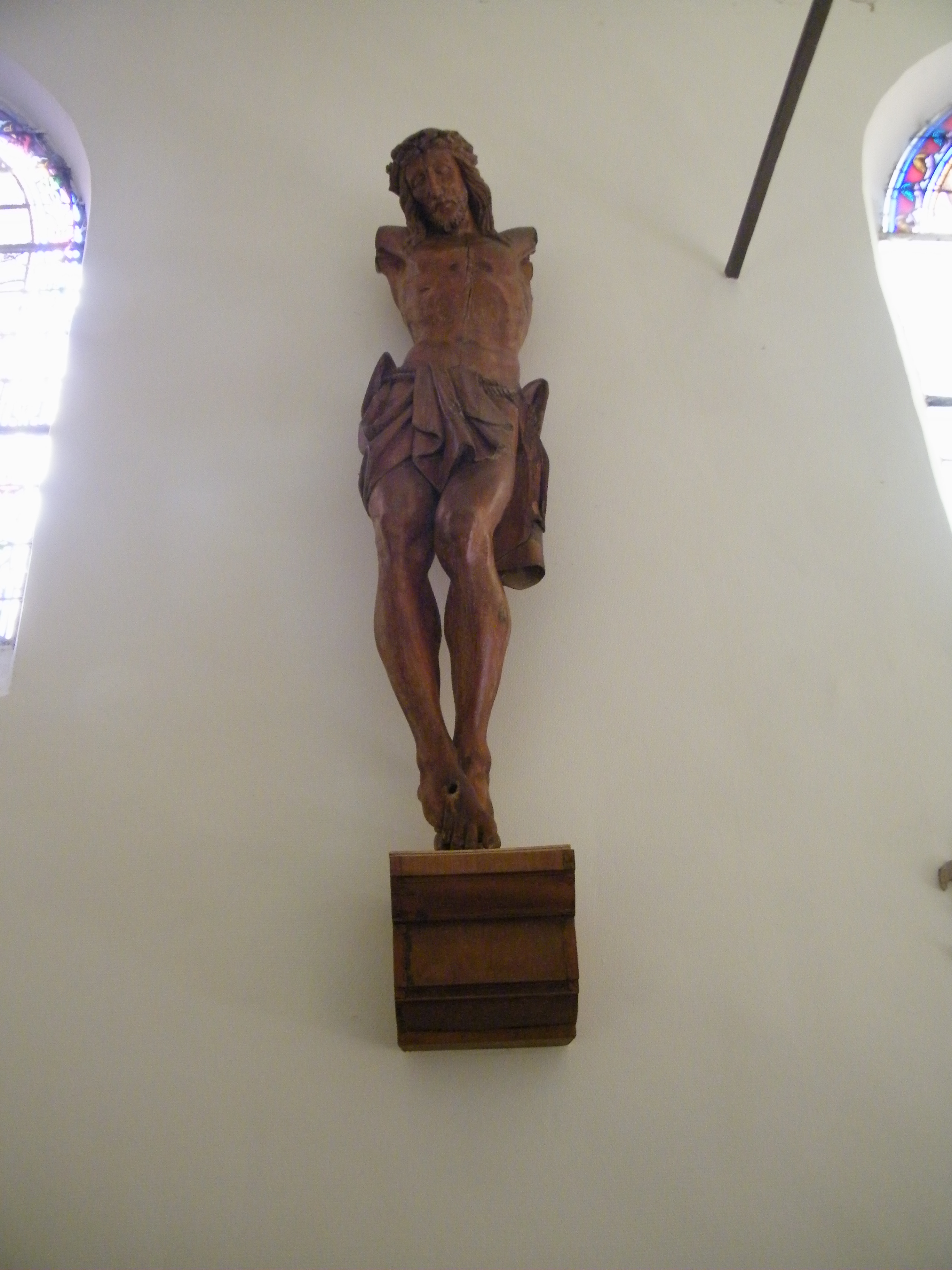
Christ en bois sculpté.
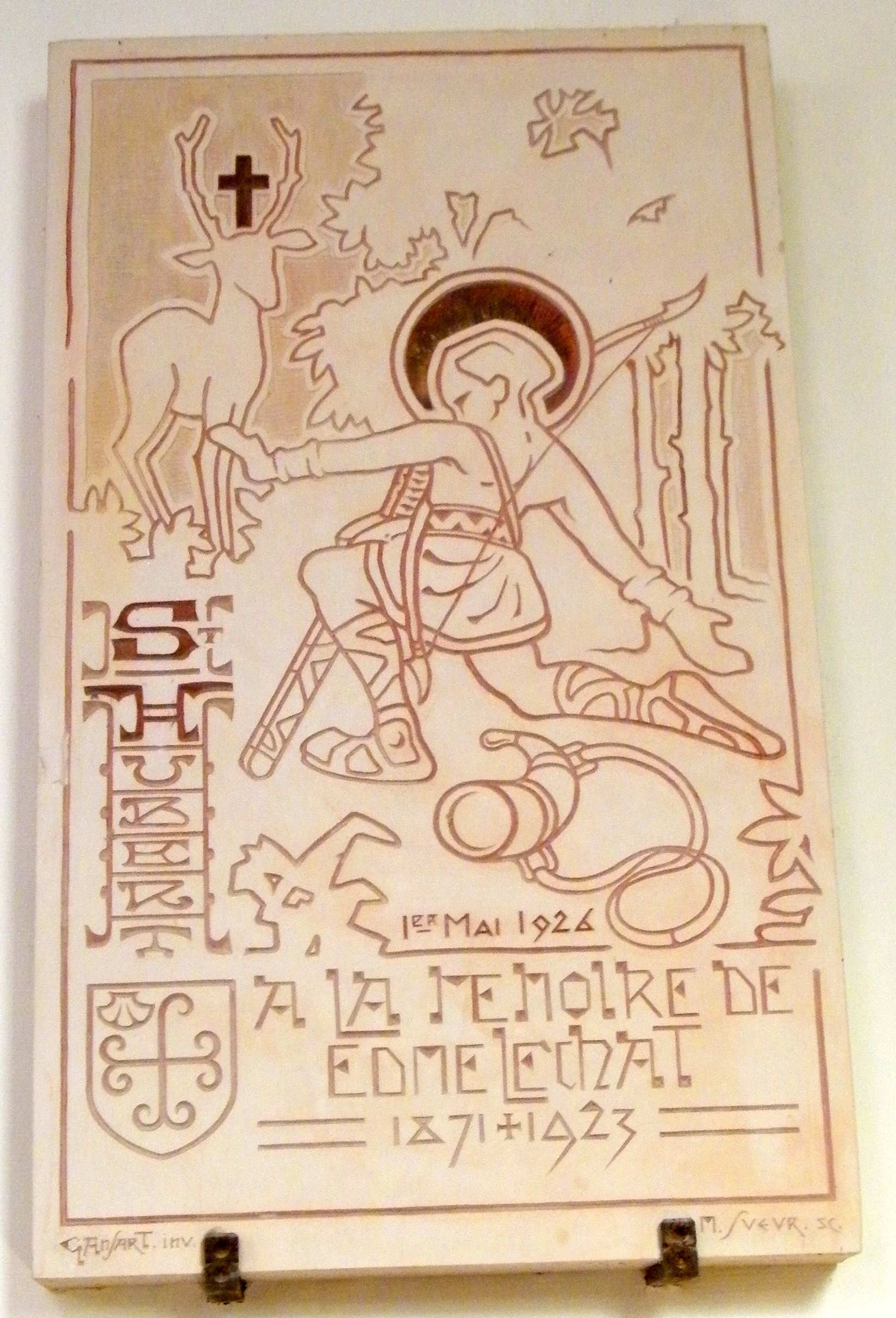
Saint-Hubert.
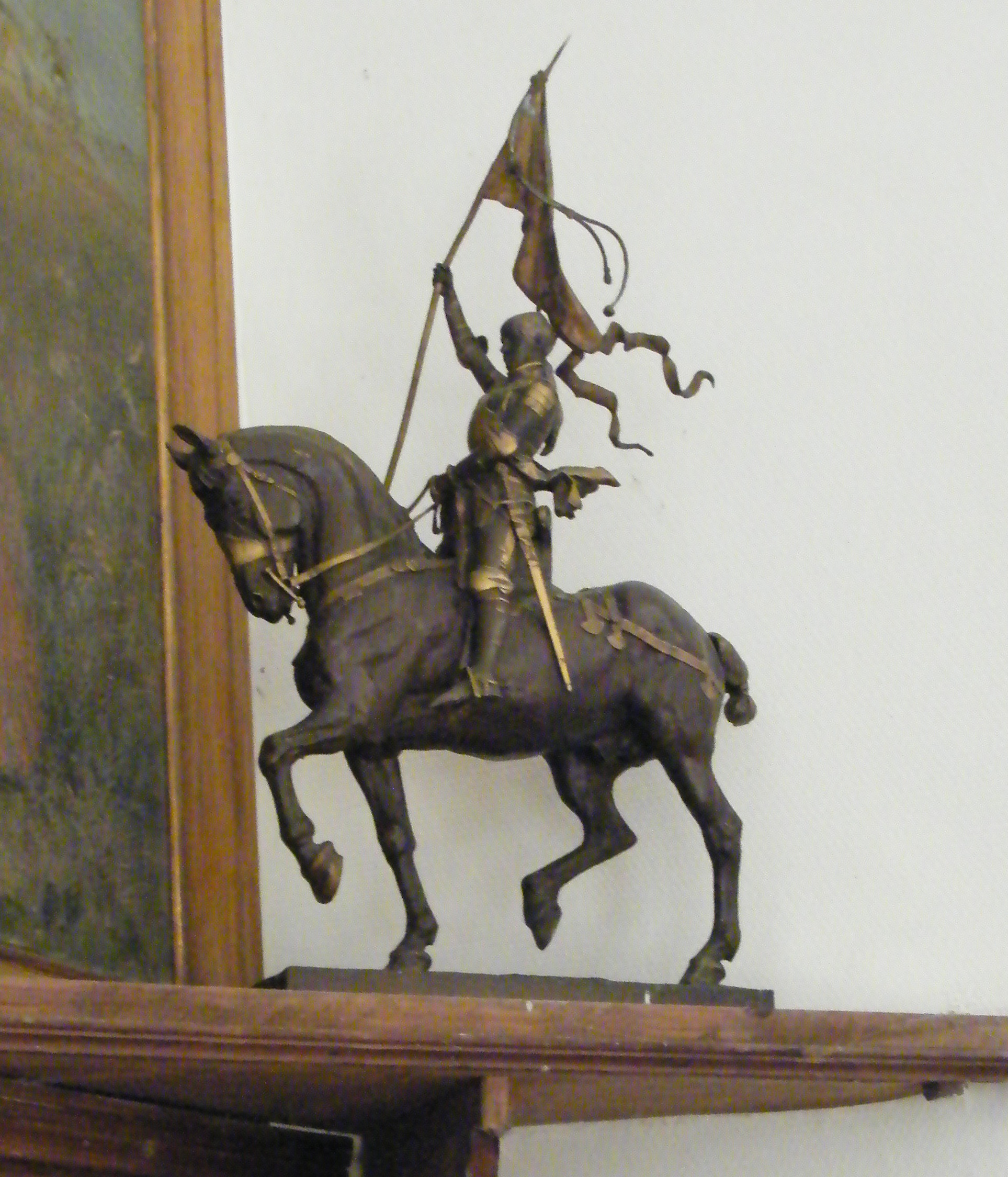
Jeanne d'Arc.